# Polystachya engongensis
Polystachya engongensis är en orkidéart som beskrevs av Tariq Stévart och Droissart. Polystachya engongensis ingår i släktet Polystachya och familjen orkidéer.
Artens utbredningsområde är Ekvatorialguinea. Inga underarter finns listade i Catalogue of Life.